# Lazos de amor
Lazos de amor ((fr) Liens de l'amour) est une telenovela mexicaine diffusée en 1995-1996 par Televisa.

## Synopsis
Maria Guadalupe, Maria Paula et Maria Fernanda sont des triplées avec des personnalités qui les opposent diamétralement. Leurs parents sont morts à la suite d'un accident de voiture quand elles étaient plus jeunes, par conséquent Maria Guadalupe devient amnésique et se retrouve séparée de ses deux sœurs mais la vie met sur son chemin Ana Salas, une femme souffrant de la mort de sa fille qui décide de se faire passer pour sa mère. Plusieurs années après, Maria Guadalupe est devenue une jeune femme joviale, à la voix magnifique.
Maria Fernanda est une jeune femme douce et généreuse. À la suite de l'accident, elle est devenue aveugle. Elle veut à tout prix retrouver sa sœur disparue, refusant de croire qu'elle est morte.
À la différence de ses sœurs, Maria Paula est colérique, capricieuse, jalouse et coquette. C'est une femme fatale qui use volontiers de ses charmes pour obtenir ce qu'elle veut. Néanmoins, quelque part au plus profond de son âme tourmentée, elle cache un secret dévastateur qui semble trahir une culpabilité passée.
Chacune doit faire face à ses problèmes et ses secrets alors que le lien de l'amour tisse le destin de trois sœurs et de leurs proches.

## Distribution
- Lucero - María Guadalupe Rivas Iturbe / María Fernanda Rivas Iturbe / María Paula Rivas Iturbe / Laura Iturbe
- Luis José Santander - Nicolás Miranda
- Marga López - Mercedes de Iturbe
- Luis Bayardo - Edmundo Sandoval
- Demián Bichir - Valente Segura
- Maty Huitrón - Ana Salas
- Felicia Mercado - Nancy Balboa
- Guillermo Murray - Alejandro Molina
- Ana Luisa Peluffo - Aurora Campos
- Otto Sirgo - Eduardo Rivas
- Juan Manuel Bernal - Gerardo Sandoval
- Bárbara Córcega - Flor
- Crystal - Soledad Jiménez
- Nerina Ferrer - Irene
- Mariana Karr - Susana Ferreira
- Verónica Merchant - Virginia Altamirano
- Alejandra Peniche - Julieta
- Fabián Robles - Genovevo "Geno" Ramos
- Angélica Vale - Tere
- Guillermo Zarur - Profesor Mariano López
- Orlando Miguel - Osvaldo Larrea
- Erick Rubín - Carlos León
- Guillermo Aguilar - Pablo Altamirano
- Emma Teresa Armendáriz - Felisa
- Enrique Becker - Sergio Campos
- Rosenda Bernal - Sonia Altamirano
- Víctor Carpinteiro - Javier
- Juan Carlos Colombo - Samuel Levy
- Luis de Icaza - Gordo
- Arturo Lorca - José de Jesús
- Mónika Sánchez - Diana
- Ernesto Laguardia - Bernardo Rivas
- Marisol Santacruz - Patricia
- Karla Talavera - Rosy
- Paty Thomas - Cecilia
- Mónica Miguel - Chole
- Gaston Tuset - Néstor Miranda
- Silvia Derbez - Milagros
- Rafael Bazán - Marito
- Giovan D'Angelo - Armando
- Manuel Guízar - Anaya
- Ramiro Huerta - Jerónimo
- Lucero León - Eugenia
- Abigaíl Martínez - Bertha
- Rodrigo Montalvo - Julián
- Maricarmen Vela - Zoila
- Luis de Gamba - Aníbal
- Eric del Castillo
- Ernesto Bretón - Leoncio
- Silvia Eugenia Derbéz - Olga
- María del Carmen Ávila - Doble de Lucero
- Martha Itzel - Doble de Lucero
- Rocío Estrada - Ana Salas (jeune)
- Claudia Gálvez - Beatriz
- Fernando Torres Lapham - Dr. Alcázar
- Claudio Sorel - Artemio Juárez
- Ana María Jacobo - Esperanza
- Arturo Paulet - Prisciliano
- Marco Iván Calvillo - Rubén
- Irene Arcila - Claudia
- Esteban Franco - Juvenal
- Arturo Munguía - Chofer
- Ricardo de Pascual
- Rocío Gallardo
- Genoveva Pérez
- Susana Lozano
- José Antonio Estrada - Pedro
- Rafael de Quevedo - Psiquiatra
- Pablo Montero - Oscar Hernández
- Enrique Muñoz
- Alejandro Ávila - Jorge
- Claudia Rojo - Mike
- José Antonio Ferral
- Jorge Cáceres
- Lorenza Hegewish
- Juan Felipe Preciado
- Silvia Pinal - Ella Misma
- Leticia Calderón - assistant Silvia Pinal

## Prix et nominations
- 1996 : Premios TVyNovelas de la Meilleure telenovela de l'année[1]

### Sources
- (en) Cet article est partiellement ou en totalité issu de l’article de Wikipédia en anglais intitulé « Lazos de Amor » (voir la liste des auteurs).

- (es) Cet article est partiellement ou en totalité issu de l’article de Wikipédia en espagnol intitulé « Lazos de amor » (voir la liste des auteurs).